# Lasioglossum dasiphorae
Lasioglossum dasiphorae là một loài Hymenoptera trong họ Halictidae. Loài này được Cockerell mô tả khoa học năm 1901.